# Włodzimierz Krzyżanowski
Włodzimierz Bonawentura Krzyżanowski herbu Świnka (ur. 8 lipca 1824 w Rożnowie, zm. 31 stycznia 1887 w Nowym Jorku) – amerykański inżynier, polityk i dowódca wojskowy polskiego pochodzenia. Uczestnik powstania wielkopolskiego (1848), oraz wojny secesyjnej, mianowany brevet generałem brygady wojsk Unii.

## Młodość
Krzyżanowski urodził się w Rożnowie. Jego ojciec i dwaj wujowie walczyli o polską niepodległość w wojsku napoleońskim, a brat w powstaniu listopadowym w 1830 roku. Po śmierci ojca rodzina popadła w długi i wyprowadziła się ze swojego majątku. Włodzimierz został przekazany przez matkę pod opiekę krewnym w Poznaniu, reszta rodziny wyjechała do Warszawy. Krzyżanowski trafił do Gimnazjum św. Marii Magdaleny w Poznaniu, jednego z głównych ognisk polskiej konspiracji w zaborze pruskim. Wziął czynny udział w antypruskim powstaniu w 1846 roku. Po klęsce wyemigrował z ziem polskich, by uniknąć aresztowania za działalność polityczną. Udał się do Hamburga, skąd popłynął do Nowego Jorku. W USA uczył się od podstaw języka angielskiego i kontynuował edukację.
Krzyżanowski pracował po zakończeniu nauki jako inżynier w Wirginii, brał udział w budowie kolei na zachód. Podczas pracy na kolei poznał generała Burnetta i ożenił się z jego córką, Caroline, z którą przeniósł się do Waszyngtonu, by założyć firmę. Na tej działalności zdołał się wzbogacić i zaangażował się po stronie Partii Republikańskiej.

## Wojna secesyjna
W 1860 roku Krzyżanowski wsparł kandydaturę Abrahama Lincolna na stanowisko prezydenta Stanów Zjednoczonych. Jego zwycięstwo w wyborach spowodowało wybuch wojny domowej. Krzyżanowski zgłosił się do wojska jako szeregowy dwa dni po ogłoszeniu mobilizacji, zorganizował w Waszyngtonie oddział imigrantów, który obronił miasto przed pierwszymi atakami południowców. Za tę akcję został mianowany kapitanem, a następnie majorem. Zaraz potem w Nowym Jorku rozpoczął kampanię rekrutacyjną wśród imigrantów z Europy, którzy sformowali 58. Ochotniczy Pułk Piechoty Nowego Jorku, zwany „Polskim Legionem”. Awansowany do stopnia pułkownika i został mianowany jego dowódcą.
Krzyżanowski wziął udział w wojnie secesyjnej. Walczył w bitwach: pod Cross Keys w Dolinie Shenandoah, w II bitwie pod Bull Run, pod Chancellorsville, pod Gettysburgiem i pod Knoxville. Prezydent Lincoln awansował go 2 marca 1865 roku na generała brygady; poprzednie tymczasowe nominacje w 1862 i w 1863, były odrzucone przez senat USA.
Po wojnie Krzyżanowski – jak większość oficerów ogromnej armii Unii – znalazł się bez środków do życia i dopiero dzięki wstawiennictwu wpływowych kolegów z organizacji weterańskiej Grand Army of the Republic (GAR) otrzymał stanowisko przełożonego urzędu podatkowego w Georgii i na Florydzie w okresie rekonstrukcji. W listopadzie 1871 roku utracił jednak to stanowisko oskarżony o udział w nadużyciach finansowych.
W rok później (11 listopada 1872 roku) został mianowany specjalnym agentem Departamentu Skarbu odpowiedzialnym za ściganie przemytników i kontrolę pracy funkcjonariuszy komór celnych w rejonie Nowego Orleanu. Pracował tak wydajnie i szybko, że 9 czerwca 1873 roku – z rekomendacji Carla Schurza – został specjalnym agentem 15. Obszaru Celnego (Terytorium Waszyngton). Do służby zameldował się w Port Townsend nad Puget Sound (dziś dzielnica Seattle) 11 sierpnia. Po zapoznaniu się z rozległym terytorium i kilku pierwszych dochodzeniach otrzymał zadanie sprawdzenia prawdziwości doniesień o nielegalnych transakcjach na terytorium Alaski, kupionej od carskiej Rosji w roku 1867. Krzyżanowski powrócił z Alaski do Port Townsend 4 grudnia. Pomimo tego, że pobyt Krzyżanowskiego na Alasce był krótki, w środowisku polonijnym popularna jest nieprawdziwa informacja, jakoby Krzyżanowski miał być pierwszym amerykańskim gubernatorem terytorium. 31 maja 1874 roku został – bez podania przyczyn – zwolniony ze służby.
Po zakończeniu pracy na Alasce osiadł w San Francisco. W 1878 roku w Waszyngtonie został dyrektorem w Departamencie Skarbu. Pod koniec życia wrócił do Nowego Jorku, gdzie spisał swoje wojenne wspomnienia.
Zmarł 31 stycznia 1887 roku w Nowym Jorku. Został pochowany na cmentarzu Greenwood w Brooklynie. 13 października 1937, w 50. rocznicę jego śmierci, jego szczątki zostały przetransportowane z wojskowymi honorami na Narodowy Cmentarz w Arlington. Prezydent Franklin D. Roosevelt wygłosił mowę ku jego pamięci transmitowaną przez radio, a prezydent Polski, Ignacy Mościcki, wygłosił swoje wyrazy szacunku w Warszawie.

## Legenda
W 2002 roku, podczas uroczystości wręczenia odznaczenia gubernatorowi Alaski Frankowi Murkowskiemu na Kapitolu, ambasador Polski wywołał kontrowersję, twierdząc, że Włodzimierz Krzyżanowski był pierwszym gubernatorem Alaski. Podczas gdy wielu historyków polsko-amerykańskich oraz polskich i polonijnych stron internetowych podaje tę informację, nie ma ona potwierdzenia w źródłach amerykańskich i powstała najprawdopodobniej na skutek błędnego tłumaczenia pamiętników Krzyżanowskiego. Rzecznik ambasady polskiej, Artur Michalski, przyznał, że ambasada popełniła błąd i stała się ofiarą legendy. Nie ulega wątpliwości, że Krzyżanowski był urzędnikiem rządu federalnego na terenie Alaski.